# Unkel (stacja kolejowa)
Unkel – stacja kolejowa w Unkel, w kraju związkowym Nadrenia-Palatynat, w Niemczech. Znajdują się tu 2 perony.